# Дарьино (Владимирская область)
Дарьино — деревня в Александровском районе Владимирской области России, входит в состав Каринского сельского поселения. 

## География
Деревня расположена в 5 км на юго-запад от центра поселения села Большое Каринское и в 9 км на юго-запад от города Александрова. 

## История
В XIX — начале XX века деревня входила в состав Махринской волости Александровского уезда, с 1926 года — в составе Карабановской волости. В 1859 году в деревне числилось 13 дворов, в 1905 году — 24 двора, в 1926 году — 24 двора.
С 1929 года деревня входила в состав Ямского сельсовета Александровского района, с 1941 года — в составе Струнинского района, с 1959 года — в составе Каринского сельсовета, с 1965 года — в составе Александровского района, с 2005 года — в составе Каринского сельского поселения.

## Население
| 1859 | 1905 | 1926 | 2002 | 2010 | 2021 |
| ---- | ---- | ---- | ---- | ---- | ---- |
| 97   | ↗139 | ↘132 | ↘24  | →24  | ↗43  |